# Tswanyaneng
Tswanyaneng is een dorp in het district Southern in Botswana. De plaats telt 297 inwoners (2011).